# 新竹県
新竹県（シンジュー/しんちく-けん）は、中華民国台湾省の北西部に位置する県。桃園市、宜蘭県、台中市、苗栗県、新竹市と隣接する。県政府所在地は竹北市。

## 地理
新竹県は台湾島北西部に位置し、北は桃園市と、南は苗栗県とに接し、西は台湾海峡を臨み、東には雪山山脈大霸尖山が位置している。地形は鳳山渓、頭前渓の河口に沖積平野が広がる他は伯公岡台地および湖口台地などの台地、丘陵地が広がっている。年間平均気温は摂氏21度、年間平均降水量は1949.1ミリメートルである。

### 行政区画
| 区分 | 数 | 名称                                                           |
| ---- | -- | -------------------------------------------------------------- |
| 市   | 1  | 竹北市                                                         |
| 鎮   | 3  | 関西鎮 新埔鎮 竹東鎮                                           |
| 郷   | 9  | 湖口郷 橫山郷 新豊郷 芎林郷 宝山郷 北埔郷 峨眉郷 尖石郷 五峰郷 |

## 歴史
新竹の旧称は竹塹である。この地名の初見は康熙16年（1677年）に書かれた『裨海紀遊』の中に認められる。その由来としては雍正11年（1733年）に書かれた『淡水廳城碑記』に「厥初環植莿竹爲衞，故以竹塹名城」という表記があり竹で囲まれた役所があったので竹塹という地名になったとある。
1683年、清による台湾の統治が開始されると新竹一帯は諸羅県の管轄に置かれ官人に依る本格的な開発が開始された。1723年、諸羅県より淡水庁の管轄に改編され、1875年には淡水庁を淡水県及び新竹県に分割されることになり、この地に県治が設置されることとなると同時に新竹と改称された。
日本統治時代当初は台北県新竹支庁が設置されたが、1901年に新竹、桃園支庁が合併し新竹州が成立、下部に8郡を管轄するようになり、州治は新竹郡に設置された。
1935年4月21日に発生した新竹・台中地震では、800人以上の死者を出している。
第二次世界大戦後の1945年11月、新竹市政府が成立し下部に7区、現在の新竹市、竹東、宝山等を管轄することとなった。翌年、省轄市（現在の市）となった新竹市以外の、新竹、桃園、中壢、苗栗に8区を設置し新竹県政府が成立、県政府は桃園に移った。
1950年の地方改制で新竹県は桃園県、新竹県、苗栗県に分割されることとなり、新竹市は新竹県の県轄市に変更された。1982年7月1日、新竹市と香山郷が統合され、再び新竹市が省轄市に昇格して県から離脱すると、県政府は竹北市へ移り現在に至っている。

## 政治

### 行政

#### 県長
歴代県長

## 対外関係

### 姉妹自治体･自治体
- 宮崎県（日本 九州地方）[3]
- 青森市（日本 東北地方 青森県）
- サンタクララ郡（アメリカ合衆国 カリフォルニア州）
- ウェストモント（アメリカ合衆国 イリノイ州）
- イプスウィッチ（オーストラリア クイーンズランド州）

## 教育

### 大学
- 中国科技大学
- 明新科技大学
- 大華科技大學
- 中華科技大學

### 高級中学
- 国立竹北高級中学
- 国立竹東高級中学
- 国立関西高級中学

- 県立湖口高級中学
- 県立六家高級中学
- 私立忠信高級中学

- 私立忠信高級中学
- 私立仰德高級中学
- 私立東泰高級中学
- 私立義民高級中学

### 高級職校
- 内思高級工業職業学校

国民中学については新竹県の国民中学一覧、国民小学については新竹県の国民小学一覧を参照

## 交通

### 鉄道
- 台湾高速鉄道
  - 新竹駅（台鉄六家線六家駅と接続）
- 台湾鉄路管理局
  - 縦貫線
    - 北湖駅 - 湖口駅 - 新豊駅 - 竹北駅

  - 内湾線
    - 竹中駅 - 上員駅 - 栄華駅 - 竹東駅 - 横山駅 - 九讃頭駅 - 合興駅 - 富貴駅 - 内湾駅

  - 六家線
    - 竹中駅 - 六家駅

### 高速道路
- 高速道路1号
- 国道3号（フォルモサ高速公路）

## 観光

### 観光スポット
- 雪覇国家公園
- 参山国家風景区
- 万瑞森林楽区
- 観霧国家森林遊楽区（中国語版）
- 獅頭山風景区（中国語版）
- 小叮噹科学主題楽園（中国語版）
- 六福村主題遊楽園（中国語版）
- 金鳥海族楽園
- 大聖度假遊楽世界
- 北埔冷泉（中国語版）
- 鴛鴦湖（中国語版）自然保護区

## 文化･名物

### 特産物
- 海梨ミカン
- 桶ミカン
- 東方美人茶
- 高接梨
- 柿餅